# Grüne Köpfe
Grüne Köpfe är en bergstopp i Österrike.   Den ligger i distriktet Bregenz och förbundslandet Vorarlberg, i den västra delen av landet, 500 km väster om huvudstaden Wien. Toppen på Grüne Köpfe är 1 725 meter över havet, eller 164 meter över den omgivande terrängen. Bredden vid basen är 0,39 km.
Terrängen runt Grüne Köpfe är kuperad åt nordost, men åt sydväst är den bergig. Närmaste större samhälle är Mittelberg, 9,7 km öster om Grüne Köpfe. 
I omgivningarna runt Grüne Köpfe växer i huvudsak blandskog. Runt Grüne Köpfe är det ganska tätbefolkat, med 144 invånare per kvadratkilometer.